# Eleição municipal de São Paulo em 1925
A Eleição municipal de São Paulo (1925) foi realizada em 29 de novembro de 1925, tendo consagrado José Pires do Rio como prefeito eleito. Pires do Rio foi o último prefeito de São Paulo eleito por sufrágio, por conta da Revolução de 1930 e da Era Vargas, tendo sido restabelecida a eleição para prefeito apenas em 1953. O domínio do Partido Republicano Paulista sobre o estado e a cidade eram tamanhos que apenas Adolpho Pinto se dispôs a enfrentar o candidato oficial, Pires do Rio. Mesmo não concorrendo ao pleito, o então prefeito Firmiano de Morais Pinto e o general Isidoro Dias Lopes (líder da Revolução de 1924) receberam votos. Dessa forma, Pires do Rio obteve uma vitória esmagadora e assumiu a prefeitura em 16 de janeiro de 1926. 

## Resultado (Prefeito)
| Candidato                | Partido/Coligação | Votos  |        |
| ------------------------ | ----------------- | ------ | ------ |
| Pires do Rio             | PRP               | 22 550 | Eleito |
| Adolpho Pinto            | PRP               | 428    |        |
| Firmiano de Morais Pinto |                   | 3      |        |
| Isidoro Dias Lopes       |                   | 2      |        |
| Fontes:                  |                   |        |        |